# Deget mare

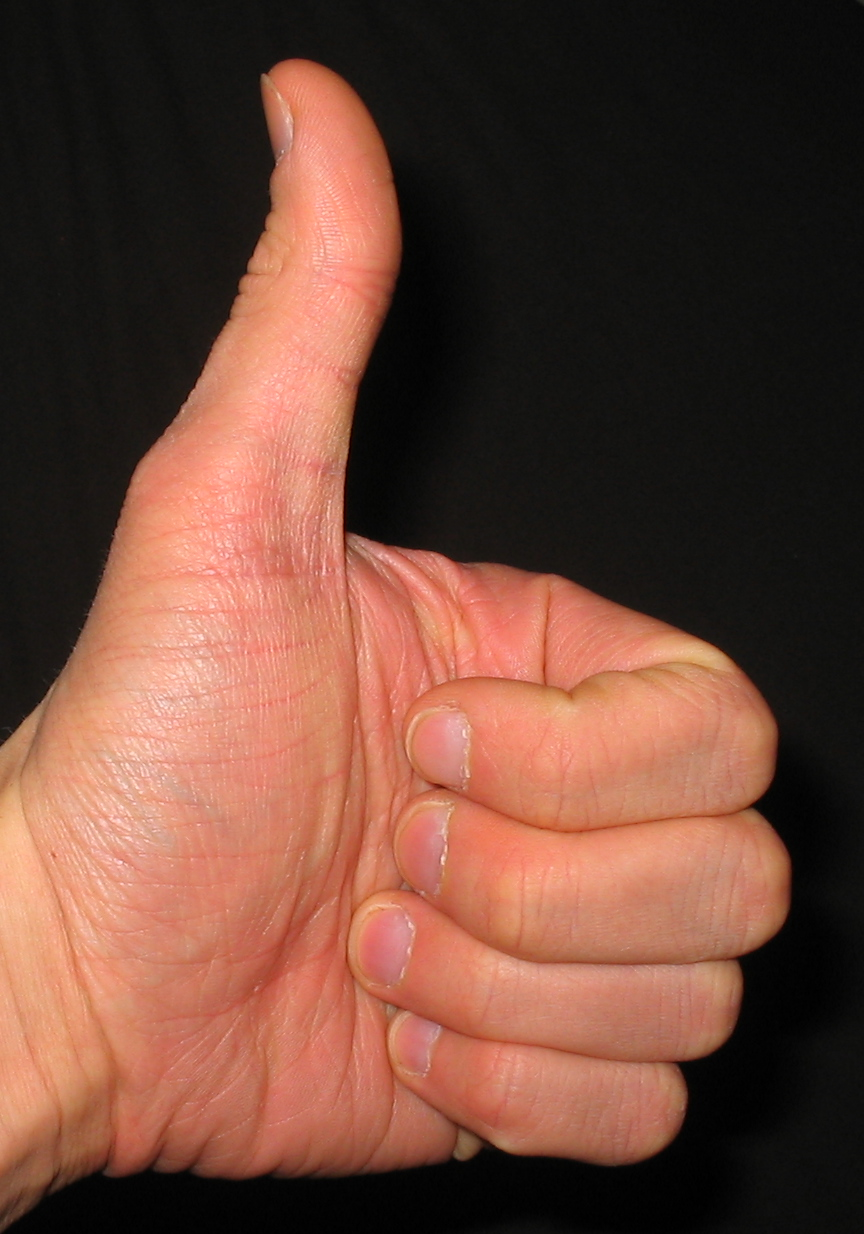
Deget mare îndreptat în sus

Degetul mare al mâinii, numit și police (în latină „pollex”), este cel mai mare și cel mai important deget al mâinii, situat la baza palmei și conectat la încheietura mâinii prin carp. Acest deget este esențial pentru prehensiunea obiectelor, precum și pentru controlul și coordonarea mișcărilor mâinii.
Structura degetului mare al mâinii include oasele falangei proximale, oasele falangei distale și oasele metacarpiene. Degetul este, de asemenea, format din mușchi, tendoane și ligamente care controlează mișcarea și forța degetului.
Un alt aspect important al degetului mare al mâinii este faptul că este opozabil, ceea ce înseamnă că se poate opune celorlalte degete, permițând astfel oamenilor să apuce și să manipuleze obiecte cu precizie. Acest lucru este posibil datorită unor structuri anatomice speciale, cum ar fi musculatura și tendoanele care conectează degetul la restul mâinii.